# Marcos Cintra
Marcos Cintra Cavalcanti de Albuquerque ( São Paulo, 23 de agosto de 1945) es un economista y político brasileño afiliado al partido Unión Brasil (União). Exdiputado federal, es conocido por ser defensor del llamado Impuesto único. Fue presidente de la Financiadora de Estudios y Proyectos (FINEP) entre 2016 y 2018. En 2019 fue nombrado Secretario Especial de Ingresos Federales de Brasil por el presidente Jair Bolsonaro.
Actualmente es miembro y consultor del Instituto ÍNDIGO, del partido Unión Brasil, desde 2019.

## Biografía

### Carrera académica
Cintra obtuvo cuatro títulos superiores por la Universidad de Harvard: licenciatura en Economía (BA, 1968), maestría en Planificación Regional (MRP, 1972), maestría en Economía (MA, 1974) y doctorado en Economía (Ph.D., 1985).
Marcos Cintra es profesor Titular de la Escuela de Administración de Empresas de São Paulo en la Fundação Getulio Vargas (EAESP/FGV), a la que ingresó por concurso público en 1969. Entre las materias que imparte destacan microeconomía, macroeconomía, finanzas públicas, economía agropecuaria y desarrollo económico en las carreras de Administración de Empresas y Administración Pública. Fue director de la EAESP/FGV entre 1987 a 1991, cuando introdujo los cursos de maestría y doctorado en Economía Empresarial.

### Carrera literaria
Entre los artículos que ha publicado destaca el titulado " Por una reforma tributaria ", aparecido en 1990 como una propuesta de impuesto único sobre las transacciones financieras. Con relación a sus libros, se destacan "A Verdade sobre o Imposto Único" (LCTE 2003) y "Transacciones bancarias: camino hacia el ideal del impuesto único", publicados en Estados Unidos en 2009.
Fue colaborador del diario Gazeta Mercantil. Actualmente escribe para los periódicos Folha de S. Paulo, Correio Braziliense, O Estado de S. Paulo y Valor Econômico.

## Carrera política

### Vereador
Fue vereador (concejal) del municipio de São Paulo entre 1993 y 1997 y entre 2009 y 2013. En su primera etapa fue Secretario de Planificación, Privatización y Sociedad del Municipio de São Paulo en 1993. Como concejal en São Paulo, fue el autor del proyecto de ley 259/94, ley que creó en 1995 el CEPAC (Certificado de Potencial Adicional de Construcción), un instrumento de política urbana y recaudación de fondos públicos.
En 1997, asumió la Vicepresidencia de la Fundación Getulio Vargas (FGV), cargo que ocupa hasta el día de hoy. En las elecciones municipales de 2008, fue elegido concejal de São Paulo por Partido Liberal, y luego designado por el alcalde Gilberto Kassab secretario municipal de Desarrollo Económico y Trabajo, cargo que ocupó entre 2009 y 2012.

### Diputado federal
En 1998, fue elegido diputado federal por el PL de São Paulo, con 132.266 votos, cargo que ocupó de 1999 a 2003 . 

### Cargos y candidaturas
En las elecciones municipales de 2000, fue candidato a alcalde de São Paulo.
Fue Secretario Municipal de Hacienda de São Bernardo do Campo de 2003 a 2006 .
En febrero de 2013, el economista se incorporó al PRB, asumiendo el mando del partido en São Paulo .
Fue subsecretario de Ciencia, Tecnología e Innovación del Estado de São Paulo de 2013 a 2014, cuando preparó el Plan Maestro de Ciencia y Tecnología del Estado de São Paulo y modernizó los marcos normativos de los institutos de investigación estatales.
En septiembre de 2016 fue designado a la Presidencia de la Financiadora de Estudios y Proyectos (FINEP), cargo que ocupó hasta 2018 .
En 2019 fue designado Secretario Especial de Ingresos Federales de Brasil por el ministro de Economía Paulo Roberto Nunes Guedes y por el Presidente de Brasil Jair Bolsonaro .
Cintra lideraba el desarrollo del proyecto de reforma fiscal del gobierno de Bolsonaro . Entre las ideas que estudia la Secretaría Especial de Ingresos Federales, está un impuesto negativo sobre la renta y un impuesto sobre las transacciones financieras, que reemplazaría varios impuestos indirectos. Sin embargo, entró en curso de colisión con el ministro Paulo Guedes por proponer la creación de un nuevo impuesto en la propuesta de Reforma Tributaria del gobierno de Bolsonaro, muy parecido al extinto CPMF .
El 11 de septiembre, Cintra es despedida por el ministro Paulo Guedes . El motivo fue la presentación, en un seminario en Brasilia el 10 de septiembre, por parte del diputado de Cintra, de estudios no autorizados por el ministro, que defiende una propuesta de impuesto similar al CPMF . El Ministerio de Economía difundió una nota oficial en la que afirma que “no hay un proyecto de reforma tributaria finalizado” y que “la propuesta solo se dará a conocer después de la aprobación del ministro Paulo Guedes y del presidente de la República, Jair Bolsonaro ”.
Fue elegido diputado en la candidatura de Soraya Thronicke a la Presidencia de la República en las elecciones presidenciales de 2022 .